# Frozen (Within Temptation)
Frozen is de tweede single van het album The Heart of Everything van de Nederlandse symfonischemetalband Within Temptation. Met de single en bijbehorende videoclip wil de band aandacht vragen voor huiselijk geweld en kindermisbruik. De opbrengsten van de single gaan daarom naar Child Helpline International.

## Lijst van nummers
Van de single zijn 2 versies uitgebracht:

### De single
1. Frozen
2. The Howling

### Deep
1. Frozen
2. The Howling
3. Sounds Of Freedom (previous unreleased)
4. What Have You Done (acoustic)
5. The Cross (acoustic)
6. Video Frozen
7. Video The Howling

## Hitnotering
| Frozen in de Nederlandse Top 40 - binnen: 30 juni 2007 | Frozen in de Nederlandse Top 40 - binnen: 30 juni 2007 | Frozen in de Nederlandse Top 40 - binnen: 30 juni 2007 | Frozen in de Nederlandse Top 40 - binnen: 30 juni 2007 | Frozen in de Nederlandse Top 40 - binnen: 30 juni 2007 | Frozen in de Nederlandse Top 40 - binnen: 30 juni 2007 |
| Week                                                   | 1                                                      | 2                                                      | 3                                                      | 4                                                      | 5                                                      |
| ------------------------------------------------------ | ------------------------------------------------------ | ------------------------------------------------------ | ------------------------------------------------------ | ------------------------------------------------------ | ------------------------------------------------------ |
| Nummer                                                 | 32                                                     | 28                                                     | 34                                                     | 38                                                     | Uit                                                    |